# Troegerita
La troegerita o trögerita és un mineral de la classe dels minerals fosfats, i dins d'aquesta pertany a l'anomenat grup de l'autunita. Va ser descoberta l'any 1871 a Schneeberg, a les muntanyes Metal·líferes, a l'estat de Saxònia (Alemanya), sent nomenada així en honor de Richard Troeger, miner alemany.

## Característiques
És un uranil-arseniat hidratat amb peròxid d'hidrogen com a catió. El grup de l'autunita al qual pertany són uranil-fosfats i uranil-arsenats estructurats en capes. Pot presentar-se amb creixement epitàxic amb la zeunerita. A més dels elements de la seva fórmula, sol portar quantitats variables d'aigua.
Segons la classificació de Nickel-Strunz, la trögerita pertany a «08.EB: Uranil fosfats i arsenats, amb ràtio UO₂:RO₄ = 1:1» juntament amb els següents minerals: autunita, heinrichita, kahlerita, novačekita-I, saleeïta, torbernita, uranocircita, uranospinita, xiangjiangita, zeunerita, metarauchita, rauchita, bassetita, lehnerita, metaautunita, metasaleeïta, metauranocircita, metauranospinita, metaheinrichita, metakahlerita, metakirchheimerita, metanovačekita, metatorbernita, metazeunerita, przhevalskita, metalodevita, abernathyita, chernikovita, metaankoleïta, natrouranospinita, uramfita, uramarsita, threadgoldita, chistyakovaïta, arsenuranospatita, uranospatita, vochtenita, coconinoïta, ranunculita, triangulita, furongita i sabugalita.

## Formació i jaciments
És un rar mineral format a la zona d'oxidació d'alguns jaciments de l'urani, enriquits amb plata, arsènic i níquel. Sol trobar-se associat a altres minerals com: walpurgita, minerals de l'urani, zeunerita, eritrina, realgar, orpiment, escorodita, arsenosiderita, metatorbernita, metazeunerita, uranofana, arsenopirita, pirita o galena. Va ser descoberta al segle xix a la mina Walpurgis Flacher, a Neustädtel, al districte de Schneeberg (Saxònia, Alemanya). Als territoris de parla catalana ha estat trobada a la mina Eureka, a la localitat de Castell-estaó, al Pallars Jussà (província de Lleida).

## Usos
Per la seva alta radioactivitat ha de ser manipulat i emmagatzemat amb els corresponents protocols de precaució.